# One Liberty Plaza
One Liberty Plaza, kan även kallas U.S. Steel Building, är en skyskrapa som ligger på Manhattan i New York, New York i USA.
Byggnaden uppfördes 1972 som en fastighet för kontor. Den är 226,5 meter hög och har 54 våningar vardera.